# 東郷重方
東郷 重方（とうごう しげまさ）は、江戸時代初期の薩摩藩士。剣客。示現流の流祖東郷重位の子で示現流二代目。

## 経歴
幼少より父・重位より示現流を学ぶ。タイ捨流の癖が残っていた重位よりも技術は優れており、重位が太鼓判を押す手練だった。島津光久はじめ藩主一門にも教授し、剣名が高く、多くの弟子を育てた。
重方は武人として優れていただけでなく、老荘の学に通じ、また勧農の才があり、郡奉行や坊泊郷（現在の南さつま市坊津町泊）地頭等を歴任して2万4千石余りの新田を開くという多大な功績を挙げた。剣客としてだけでなく、江戸初期の薩摩藩を支えた吏僚としても重要な人物である。40余歳で師範を長子に譲り、示現山能学寺の近くに住む。
長子の重利が跡を継いだ。

## 余談
- 「平姓東郷氏支族系図」では重方は鹿児島近在武村[5]に小寺を建てて、父と善吉和尚の碑を安置し、この寺の名を父の法名（能学俊芸庵主）をとって能学寺としたとある。なお、「三国名勝図会」ではこの寺を、示現山能学寺といい、寛永16年に武重宗の父、武五郎右衛門が開基し、初め松陰軒と称し、曹洞宗玉龍山福昌寺の末寺であった。承応2年に東郷重位と善吉和尚の碑を安置して能学寺と改め、宝永4年に志布志の臨済宗大慈寺末寺となる。明治初年に廃寺。
- 「鹿児島市史Ⅲ」の「古記」によると、重方は私領のうち、高20石の納米を毎年、能学寺に寄附したという。
- また、「鹿児島城下絵図散歩」では今の鹿児島市下荒田1丁目の地に能学寺がある。